# Ernest Juillet
Pour les articles homonymes, voir Juillet (homonymie).
Ernest (Louis) Juillet, né le 21 mai 1899 à Besançon (Doubs) et mort en action le 5 septembre 1944 à Beure (Doubs), est un résistant français. Engagé dans la Libération de Besançon, il meurt en action lors de combats,. Homologué soldat FFI,, et obtenant la mention mort pour la France,,, son nom figure à Notre-Dame de la Libération, et au monument aux morts de Morre,.